# Ignacije Šunjić
Ignacije Šunjić, slovenski lutkar, * 15. november 1944, Mostar.
Šunjić je bil dolgoletni direktor Lutkovnega gledališča Ljubljana.

## Odlikovanja in nagrade
Leta 1999 je prejel častni znak svobode Republike Slovenije z naslednjo utemeljitvijo: »za izjemno organizacijsko delo v slovenskem lutkarstvu«.